# Monument aux morts de Rabastens-de-Bigorre
 (signalé en mai 2025).
Si vous disposez d'ouvrages ou d'articles de référence ou si vous connaissez des sites web de qualité traitant du thème abordé ici, merci de compléter l'article en donnant les références utiles à sa vérifiabilité et en les liant à la section « Notes et références ».
- Archive Wikiwix
- Bing
- Cairn
- DuckDuckGo
- E. Universalis
- Gallica
- Google
- G. Books
- G. News
- G. Scholar
- Persée
- Qwant
- (zh) Baidu
- (ru) Yandex
- (wd) trouver des œuvres sur Wikidata

Le monument aux morts de Rabastens-de-Bigorre (Hautes-Pyrénées, France) est consacré aux soldats de la commune morts lors des conflits du XXe siècle.

## Situation
Il est situé devant l'église Saint-Louis, rue de l'Alaric.

## Historique
La sculpture est réalisée par Firmin Michelet.
L'inauguration du monument a eu lieu le 7 août 1921.

## Description
Le monument se compose d'un piédestal sur lequel se dresse la statue qui représente une jeune fille, vêtue d'une longue robe, et qui tient un bouquet de fleurs.

## Galerie

Sélection de vues du monument aux morts municipal.
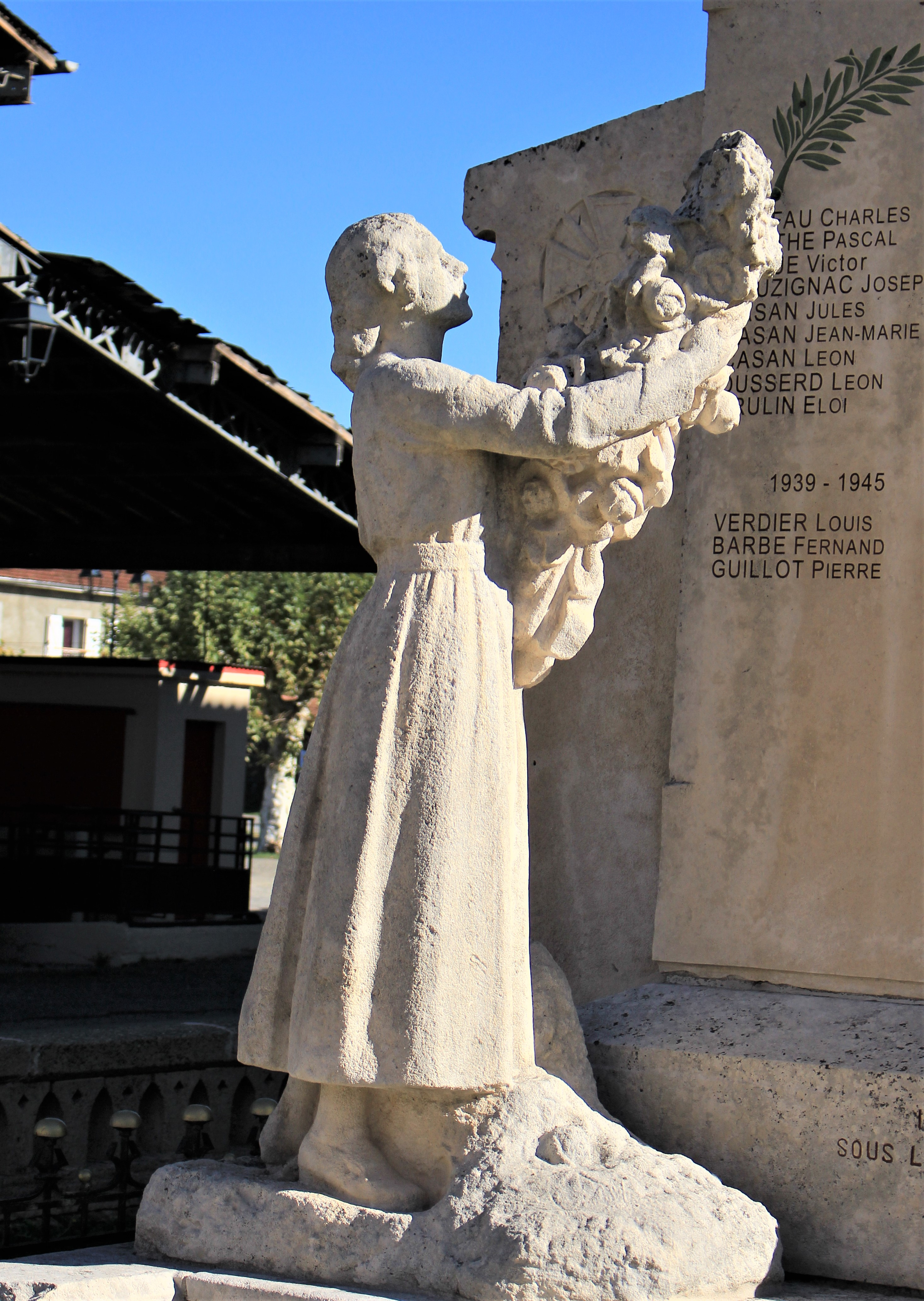
La statue.
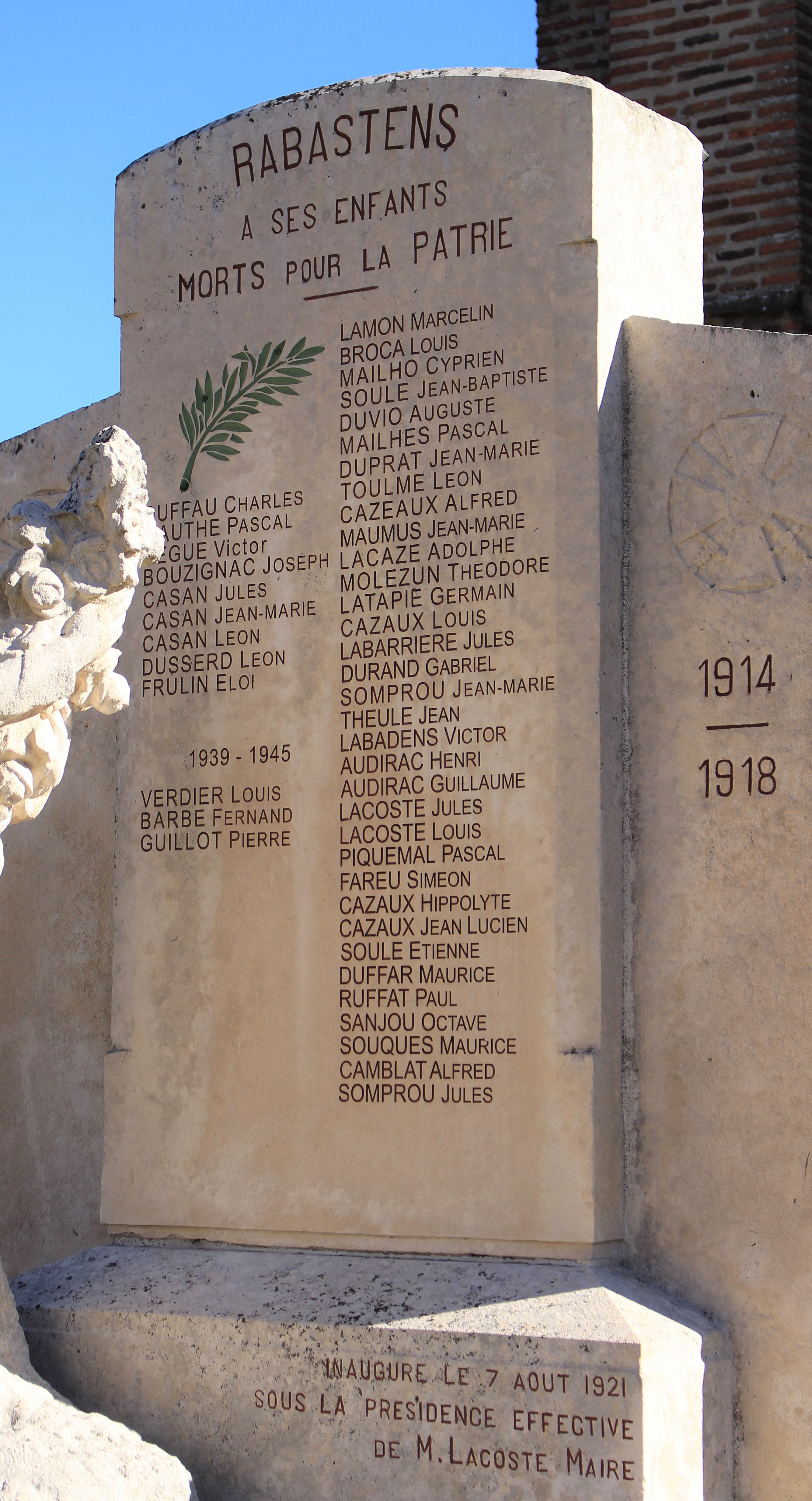
La stèle.
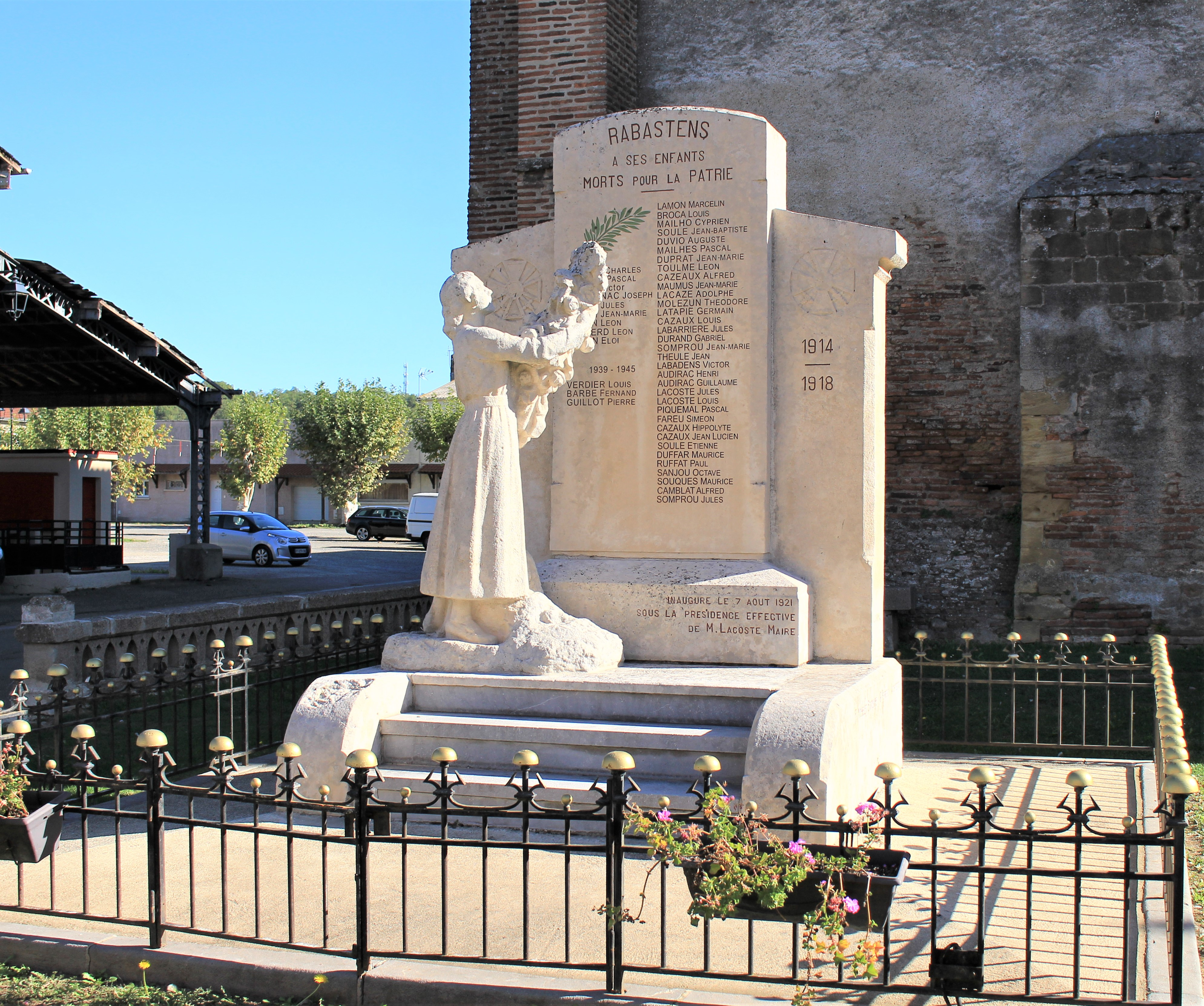